# Биков Роман Олександрович
Роман Олександрович Биков (нар. 16 березня 1992, Котовськ, Одеська область, Україна) — російський футболіст українського походження, півзахисник.

## Життєпис
Народився в місті Котовськ Одеської області, але футболом розпочав займатися в молодіжній академії московського «Локомотива». З 2009 по 2011 рік виступав за дубль столичних «залізничників». Під час зимової перерви сезону 2011/12 років перейшов у «Шинник». У дорослому футболі дебютував 8 травня 2012 року в програному (0:2) виїзному поєдинку 13-го туру ФНЛ проти саранської «Мордовії». Роман вийшов на поле в стартовому складі, а на 72-й хвилині його замінив Фарход Васієв. Цей матч так і залишився єдиним у футболці саранського клубу. Потім виступав за «Витязь» (Подольськ) та його аматорський фарм-клуб «Витязь-М». 
У 2014 році перейшов до «Якутії», у футболці якої дебютував 19 липня 2014 року в переможному (5:1) виїзному поєдинку 1-го туру Другого дивізіону проти «Томі-2» (Томськ). Биков вийшов на поле на 65-й хвилині, замінивши Олексія Кисельова. У сезоні 2014/15 років зіграв 12 матчів у Другому дивізіоні та 1 поєдинок у кубку Росії.
З 2015 по 2018 рік виступав за ЦРФСО (Смоленськ) у Другому дивізіоні. Дебютним голом у дорослому футболі відзначився 28 липня 2015 року на 57-й хвилині програного (1:2) домашнього поєдинку 2-го туру Другого дивізіону зони «Захід» проти тверської «Волги». Роман вийшов на поле в стартовому складі та відіграв увесь матч. За три сезони, проведені в смоленському колективі, у Другому дивізіоні зіграв 64 матчі (8 голів), ще 5 поєдинків провів у кубок Росії.
У 2018 році знову виступав за подольський «Витязь», а наступного року — за «Коломну» (8 матчів та 1 гол у Першості ПФЛ).